# Sinhomidia
Genre
Sinhomidia est un genre de collemboles de la famille des Entomobryidae.

## Distribution
Les espèces de ce genre se rencontrent en Asie de l'Est.

## Liste des espèces
Selon Checklist of the Collembola of the World (version du 10 septembre 2019) :
- Sinhomidia bicolor (Yosii, 1965)
- Sinhomidia guangxiensis Jia, Jin & Jordana, 2017

## Publication originale
- Zhang, Deharveng, Greenslade & Chen, 2009 : Revision of Acanthocyrtus (Collembola: Entomobryidae), with description of a new genus from eastern Asia. Zoological Journal of the Linnean Society, vol. 157, no 3, p. 495-514.